# Iana Burtasencova
Iana Burtasencova (n. 19 aprilie 1973) este o fostă alergătoare moldoveană pe distanțe scurte.

## Carieră
Prima ei performanță notabilă a fost locul 11 la 400 m la Campionatul Mondial de Juniori (sub 20) de la Plovdiv. În proba de 4x100 m a cucerit locul 4 cu echipa Uniunii Sovietice. În anul 1992 a participat la Campionatul Mondial de Juniori (sub 20) de la Seul, reprezentând Echipa Unificată. Pentru Republica Moldova sportiva a luat startul la Campionatul Mondial din 1993 și la Campionatul European din 1994.
Ea deține recordul național la 200 m. În plus a stabilit noi recorduri naționale de juniori și tineret în probele de 100 m, 200 m și 400 m.

## Realizări
| An                             | Competiție                              | Locație                        | Loc                            | Eveniment                      | Note                           |
| Reprezentând Uniunea Sovietică | Reprezentând Uniunea Sovietică          | Reprezentând Uniunea Sovietică | Reprezentând Uniunea Sovietică | Reprezentând Uniunea Sovietică | Reprezentând Uniunea Sovietică |
| ------------------------------ | --------------------------------------- | ------------------------------ | ------------------------------ | ------------------------------ | ------------------------------ |
| 1990                           | Campionatul Mondial de Juniori (sub 20) | Plovdiv, Bulgaria              | 11                             | 400 m                          | 54,35                          |
| 1990                           | Campionatul Mondial de Juniori (sub 20) | Plovdiv, Bulgaria              | 4                              | 4x100 m                        | 44,86                          |
| 1990                           | Campionatul Mondial de Juniori (sub 20) | Plovdiv, Bulgaria              | 5 *                            | 4x400 m                        | 3:34,81                        |
| Reprezentând Echipa Unificată  |                                         |                                |                                |                                |                                |
| 1992                           | Campionatul Mondial de Juniori (sub 20) | Seul, Coreea de Sud            | –                              | 400 m                          | NT                             |
| Reprezentând Republica Moldova |                                         |                                |                                |                                |                                |
| 1993                           | Campionatul Mondial                     | Stuttgart, Germania            | 28                             | 200 m                          | 23,99                          |
| 1993                           | Campionatul Mondial                     | Stuttgart, Germania            | 21                             | 400 m                          | 53,12                          |
| 1993                           | Campionatul Mondial                     | Stuttgart, Germania            | –                              | 400 m garduri                  | NS                             |
| 1994                           | Campionatul European                    | Helsinki, Finlanda             | 30                             | 200 m                          | 24,37                          |

* Atleta a participat doar la calificări.

## Recorduri personale
| Probă | Performanță | Dată           | Locație   |
| ----- | ----------- | -------------- | --------- |
| 200 m | 23,54 RN    | 13 iunie 1993  | Rotterdam |
| 400 m | 52,70 RN20  | 15 august 1992 | Breansk   |